# تثاقف

الأشكال الأربعة الأساسية للتثاقف: 1- الفصل، 2- الاندماج، 3- الاستيعاب، 4- التهميش

اكتساب الثقافة أو التثاقف أو التطبع الثقافي (بالإنجليزية: Acculturation)‏، هو مُصطلح يرتبط بمصطلح الثقافة، ويعني أنه عند انتقال أعـضاء الجماعة من جماعتهم للعيش في جمـاعة أو مـجتمع آخر، فإنهم يواجهون عـملية تغير ثقافي، لأنهم يواجهون ثقافة تختلف عن ثقافتهم. ومن خلال الاحتكاك والاتصال المباشر يكتسب الأعضاء الجدد في هذا المجتمع ثقافته، وتُسمى هذه العملية اكتساب الثقافة. وهي عملية دينامية مستمرة قد تتم بوعي الأفراد بها أو من دون وعيهم. فنجدهم يكتسبون أنماطاً سلوكية مغايرة للأنماط السلوكية الخاصة بجماعتهم، وقد يشعرون بذلك عند عودتهم إلى جماعتهم الأصلية.
يوضح هذا أن إحدى خصائص التثاقف المهمة أنه ليس موروثاً بل مكتسباً، وأن الإنسان يكتسبه في كل يوم من حياته. إذن، فالتثاقف هو العملية التي يكتسب الفرد أو الجماعة من طريقها خصائص ثقافة أخرى، من خلال التفاعل والاتصال المباشر، أو هي اكتساب الثقافة بالمشاركة والاتصال، أو هي عملية التغير الثقافي الذي ينجم عن الاتصال المستمر بين جماعتين متمايزتين ثقافياً. وقد شاع استخدام هذا المصطلح في الأنثروبولوجيا في أواخر القرن التاسع عشر، خصوصاً في الولايات المتحدة الأمريكية. وقد اهتمت الأنثروبولوجيا الثقافية بالدراسات الثقافية؛ فضلاً عن الاهتمام بدراسة انتقال التراث الثقافي زمنياً داخل الثقافة الواحدة، أو عبر ثقافات متعددة.
تشبه عملية التثاقف من وجهة نظر الفرد التعلم الاجتماعي أو التنشئة الاجتماعية، التي يؤدي فيها الاتصال اللفظي دوراً أساسياً. ويعني التثاقف من المنظور الاجتماعي انتشار القيم والأساليب والنظم، وما يطرأ عليها من تعديلات في ضوء ظروف معينة، ما يؤدي في بعض الأحيان إلى ظهور ما يُسمى بـالصراع الثقافي.

## مفهوم الثقافة
لإيضاح مفهوم التثاقف، لا بد من الإشارة إلى المفهوم الأكثر اتساعاً وشمولاً، وهو مفهوم الثقافة (بالإنجليزية: Culture)‏. فالثقافة، بشكل عام، هي طريقة للحياة يشترك فيها أعضاء المجتمع أو الجماعة، وتُكتسب من خلال عضوية الأفراد في المجتمع ومشاركتهم في طريقة الحياة، أي أنه يتم تعلم الثقافة من خلال التفاعل مع الآخرين. ولعل من أبسط تعريفات الثقافة وأكثرها وضوحاً، تعريف إدوارد تايلور بوصفها "ذلك الكل الديناميكي المعقد، الذي يشتمل على المعارف والفنون والمعتقدات والقوانين والأخلاق والتقاليد والفلسفة والأديان وبقية المواهب والعادات التي اكتسبها الإنسان من مجتمعه بوصفه عضواً في المجتمع. وأكد تعريف تايلور نقطتين أساسيتين:
- أن كل منا يكتسب الثقافة بوصفه عضواً في المجتمع.
- أن الثقافة ليست مادية فحسب، بل هي ظاهرة معنوية، أيضاً، تشمل اللغة والأساطير والفلسفة والعادات.

أي أن الثقافة لا تتكون من الأشياء والأحداث التي يمكن عدها أو قياسها، بل تتكون أيضاً من الأشياء غير المرئية، وما نستنتجه من حولنا.
لذا، ذهب جيمس مكي إلى أن الثقافة هي المعنى الذي يشير إلى المضمون الرمزي من المعنى المركب والشامل من التفاعل الاجتماعي. ووفقاً لذلك تحتوي الثقافة على الأفكار والاتجاهات العامة المقبولة والمتوقعة، التي يتعلمها الإنسان من اتصاله بالواقع الاجتماعي. وتلعب الثقافة خلال السنوات الأولى من حياة الإنسان دوراً مهماً في إعداده، ليكون أكثر فاعلية في محيطه الاجتماعي. كذلك فإن كل جيل جديد غير مطالب بأن يبدأ من فراغ، ولكن عليه أن يستفيد ممن حوله، ويتعلم كيف يتكيف مع العالم الطبيعي والاجتماعي المحيط به. وفيما بعد، فإن أعضاء المجتمع، مطالبون بأن ينقلوا التراث إلى الأجيال القادمة، وينقلوا لهم ما تعلموه من الماضي وما أضافوه إلى هذا الكل الثقافي.

### بالعربية
- محمد ياسر الخواجة، مدخل إلى الأنثروبولوجيا الثقافية، كلية الآداب، جامعة طنطا، 2006.
- فاروق أحمد مصطفى، محمد عباس إبراهيم، الأنثروبولوجيا الثقافية، دار المعرفة الجامعية، الإسكندرية، 2005.
- محمد عاطف غيث، قاموس علم الاجتماع، تأليف محمد علي وآخرين، دار المعرفة الجامعية، الإسكندرية، 1995.
- مقاتل من الصحراء، مصطلحات اجتماعية .

### الأجنبيَّة
- Mchee, J., An introduction to sociology, U.S.A, 1974.